# ساشا جونز
ساشا جونز (بالإنجليزية: Sacha Jones)‏ مواليد 8 نوفمبر 1990 في أوكلاند، هي لاعبة كرة مضرب أسترالية سابقة بدأت مسيرتها كمحترفة سنة 2008 وكانت تلعب باليد اليمنى، اعتزلت اللعب في 2014. أعلى تصنيف لها في الفردي كان المركز الـ 150 في سنة 2012. أعلى تصنيف لها في الزوجي كان المركز الـ 169 في سنة 2012.

## روابط خارجية
- ساشا جونز على موقع رابطة محترفات التنس (الإنجليزية)
- ساشا جونز على موقع الاتحاد الدولي لكرة المضرب (الإنجليزية)
- ساشا جونز على موقع كأس بيلي جين كينغ (الإنجليزية)
- ساشا جونز على موقع اتحاد التنس الأسترالي (الإنجليزية)
- ساشا جونز على موقع خلاصة التنس.كوم (الإنجليزية)
- ساشا جونز على موقع إي إس بي إن.كوم (الإنجليزية)